# Gislavedsleden
Gislavedsleden är en vandringsled i Småland. Den sträcker sig 10 mil med början i Kollabo i Kinnared och går norrut mot Isaberg. Gislavedsleden är indelad i sex dagsetapper och passerar naturreservaten Isaberg och Kollabo. Leden är utmärkt med orangefärgade markeringar. Utefter leden finns både vindskydd och toaletter.
Gislavedsleden är en del av den europeiska vandringsleden Europaled E6 som sträcker sig från Alexandroupolis i Grekland till Kilpisjärvi i Finland. I söder ansluter leden till Hallandsleden och i norr till Höglandsleden.

## Etapper
- Kollabo - Grävlingabackarna, 25 km
- Grävlingabackarna - Boberg, 15 km
- Boberg - Leabo sand, 14 km
- Leabo sand - Mjösundet, 12 km
- Mjösundet - Hägnalian, 17 km
- Hägnalian - Isaberg, 14 km